# 마른 무화과 나무의 비유

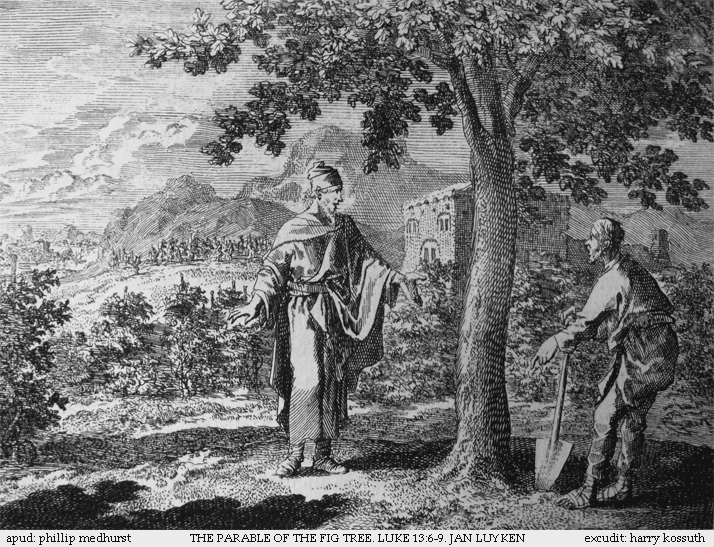
Jan Luyken 의 무화과 나무의 비유, Bowyer Bible 작.

마른 무화과 나무의 비유(영어: Parable of the Barren Fig Tree)는 누가복음 13:6–9Template:Bibleverse with invalid book에 나오는 예수님의 비유이다. 뿌리까지 마른 무화과 나무에 관한 내용이다. 열매를 맺지 않은 무화과 나무의 비유와는 다른 비유이다.

## 이야기
이 비유는 다음과 같다. 
이에 비유로 말씀하시되 한 사람이 포도원에 무화과나무를 심은 것이 있더니 와서 그 열매를 구하였으나 얻지 못한지라 
과원지기에게 이르되 내가 삼 년을 와서 이 무화과나무에 실과를 구하되 얻지 못하니 찍어버리라 어찌 땅만 버리느냐 
대답하여 가로되 주인이여 금년에도 그대로 두소서 내가 두루 파고 거름을 주리니 
이 후에 만일 실과가 열면이어니와 그렇지 않으면 찍어버리소서 하였다 하시니라— 누가복음 13:6–9, 개역개정

## 해석

### 가톨릭 교회 일반 해석
가톨릭 교회는 이 비유를 예수 그리스도께서 지옥에 가게 될 위험에서 건져 주신 것에 합당한 회개 후에 열매를 맺어야 한다고 그리스도인들에게 경고한 것으로 해석한다. 하나님께서는 예수 그리스도의 자비로 침례와 회개에 합당한 열매를 맺었는지 신자들을 반복해서 확인 하신다. 침례를 받은 그리스도교인이라고 말한 사람이 열매를 맺지 않았다면 정죄를 받는다. 이 구절은 반종교개혁 시기에 행함이 없는 믿음은 죽었다는 교회의 가르침을 뒷받침하기 위해 사용되었다. 

### 그리스도교 일반 해석
이 비유에서 주인은 일반적으로 포도원에 무화과 나무를 심고 열매를 구하는 아버지 하나님을 대표하는 것으로 여겨진다. 포도원의 정원사는 예수 그리스도이다. 무화과 나무는 흔한 나무였으며 포도원에 심는 일은 거의 없었다. 뿌리가 깊게 내려 다른 작물을 방해하고,  큰 가지가 많이 나와 포도 나무에 사용될 땅을 많이 차지하기 때문이다.
무화과 나무는 일반적으로 이스라엘을 상징하며, 여기도 동일하다. 비유에 등장하는 무화과 나무는 구원에 대한 믿음으로 그리스도의 복음을 들은 이스라엘 사람들을 가리킨다. 이 비유는 예수 께서 죄를 회개하고 용서할 기회를 주심으로 그를 믿는 자들에게 은혜를 베푸신다는 것을 반영한다. 여기에서 "3년"은 논리적으로 예수의 사역 기간을 말하고 있다. 예수님께서 3년간 열매 맺기(이스라엘 사람들의 회개)를 기다리면서 개간을 하였으나, 결국에는 열매를 맺지 않았다는 의미를 가지고 있다.

## 같이 보기
- 성서의 무화과
- 신약에서 예수의 삶